# Північно-Кавказький і Гірсько-Кавказький легіони

Прапор незалежної Північно-Кавказької Республіки (1918—1919) і пронімецького Північно-Кавказького легіону Другої світової війни

Північно-Кавказький легіон (нім. Legion Nordkaukasien) і Гірсько-Кавказький легіон (нім. Bergkaukasien Legion) легіони були створені відповідно до наказу від 19 лютого 1942 року. Його солдати, набрані з таборів військовополонених, дезертирів і частково з представників еміграції, були зараховані до складу Кавказько-Магомеданського легіону (нім. Kaukasisch-Mohammedanische Legion). 2 серпня 1942 року згідно з наказом від 19 лютого 1942 року всі бійці мусульманського північнокавказького і гірсько-кавказького походження (як мусульмани, так і християни) були виділені зі складу Кавказько-Могамеданського легіону в окремі Північно-Кавказький/Гірсько-Кавказький легіон. До складу цих легіонів входили абхази, черкеси, кабардинці, балкарці, карачаївці, чеченці, інгуші та народи Дагестану. Пізніше з'явилися осетини. За словами дослідника Трахо Р. «Загальна чисельність північнокавказьких добровольців з початку війни проти СРСР і до 1945 року становила 28-30 тисяч осіб».  Формально легіони були збройними силами так званого Північно-Кавказького національного комітету.